# Jaskinia Barłogowa
Jaskinia Barłogowa (Dziura w Zawiesistej) – jaskinia w Dolinie Miętusiej w Tatrach Zachodnich. Wejście do niej położone jest  w Zawiesistej Turni, od strony Gronikowskiego Żlebu, na wysokości 1192 metry n.p.m. Długość jaskini wynosi 15 metrów, a jej deniwelacja 2,5 metra.

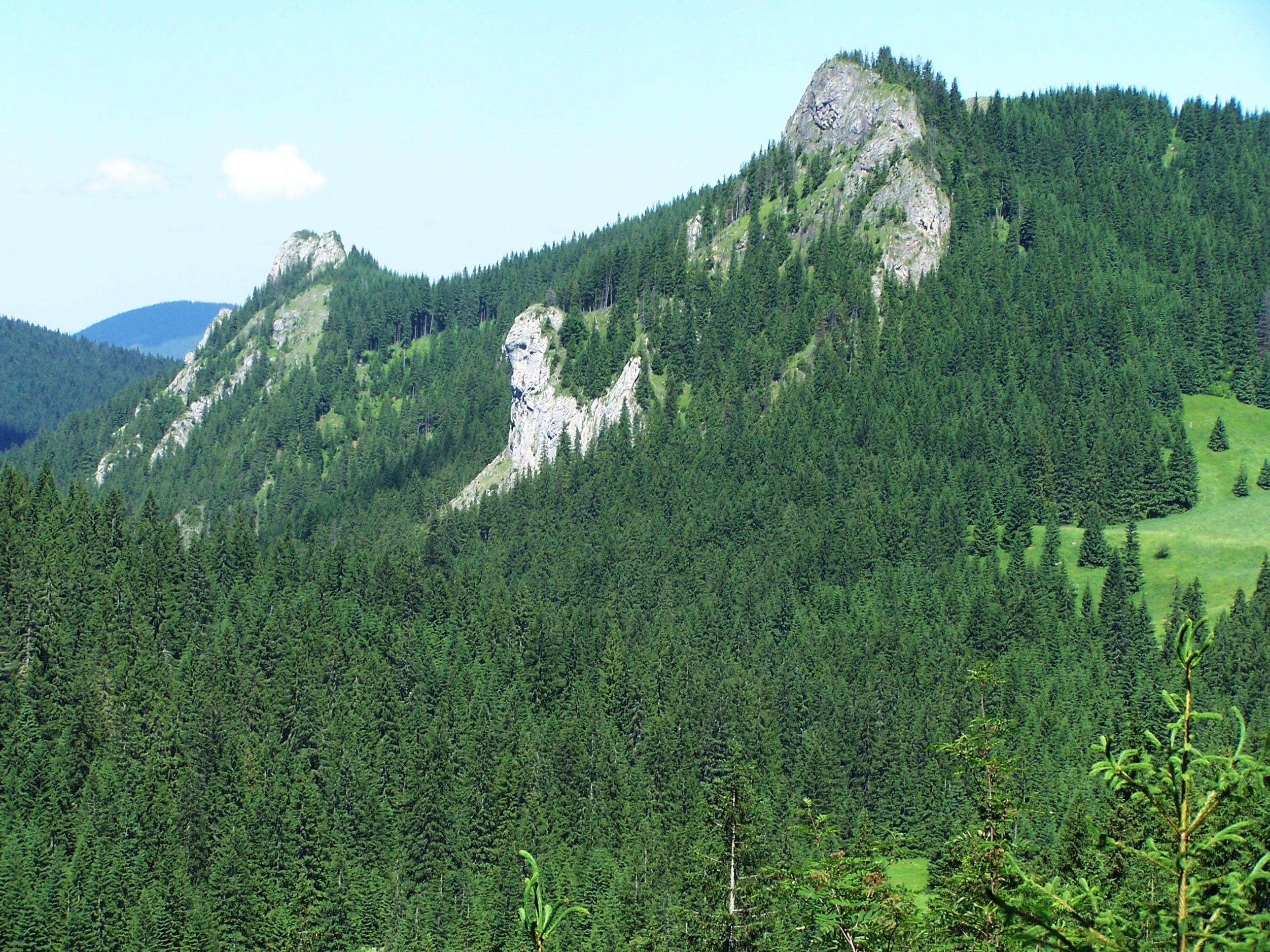
Na prawo Zawiesista Turnia

## Opis jaskini
Jaskinię stanowi korytarz zaczynający się w niewielkim otworze wejściowym, a kończący małą salką. Przy otworze, powyżej korytarza, znajduje się niewielka salka z krótkim korytarzykiem.

## Przyroda
W jaskini występuje mleko wapienne i nacieki grzybkowe. Zamieszkują ją nietoperze. Ściany są suche, nie ma na nich roślinności. 
W jaskini znaleziono barłóg z gałązek zbudowany prawdopodobnie przez rysia. Stąd jej nazwa.

## Historia odkryć
Jaskinia była znana od dawna. Pierwszą osobą, która ją zbadała, we wrześniu 1983 roku, był A. Uchman.